# Zebulon (Carolina del Norte)
Zebulon es un pueblo situado en el condado de Wake, Carolina del Norte, Estados Unidos. Tiene una población estimada, a mediados de 2023, de 9401 habitantes.

## Geografía
La localidad está ubicada en las coordenadas 35°49′46″N 78°18′51″O / 35.82944, -78.31417 (35.829542, -78.314158).

## Demografía

### Censo de 2020
Según el censo de 2020, en ese momento la localidad tenía una población de 6903 habitantes.
| Raza                   | Núm. | Porc.  |
| ---------------------- | ---- | ------ |
| Afroamericanos         | 2811 | 40.72% |
| Blancos                | 2710 | 39.26% |
| Amerindios             | 69   | 1.00%  |
| Asiáticos              | 79   | 1.14%  |
| Isleños del Pacífico   | 3    | 0.04%  |
| De otras razas         | 689  | 9.98%  |
| De una mezcla de razas | 542  | 7.85%  |

Del total de la población, el 11.84% eran hispanos o latinos de cualquier raza.

### Estimación 2018-2022
De acuerdo con la estimación 2018-2022 de la Oficina del Censo, los ingresos medios de los hogares de la localidad son de $50,934 y los ingresos medios de las familias son de $46,832. Los ingresos per cápita en los últimos doce meses, medidos en dólares de 2022, son de $27,562. Alrededor del 11.6 % de la población está por debajo de la línea de pobreza.